# Hugo Villanueva
Hugo Villanueva (Santiago del Cile, 9 aprile 1939 – 23 giugno 2024) è stato un calciatore cileno, di ruolo difensore.

## Carriera
Con la Nazionale cilena prese parte ai Mondiali 1966.

## Palmarès

### Club

#### Competizioni nazionali
- Campionato cileno: 5

Universidad de Chile: 1959, 1962, 1964, 1965, 1967